# Ashtabula glauca
Ashtabula glauca là một loài nhện trong họ Salticidae.
Loài này thuộc chi Ashtabula. Ashtabula glauca được Eugène Simon miêu tả năm 1901.